# Языковский переулок
Языко́вский переу́лок — небольшая улица в центре Москвы в Хамовниках между Несвижским и Оболенским переулками.

## Происхождение названия
Название Языковский переулок, по фамилии домовладельца, комиссара Дворцовой следственной комиссии, существовало до 1737 года и в целях устранения одноименности было восстановлено в 1922 году. В промежутке между этими датами он назывался Лопухинский переулок, также по фамилии домовладельца.

## Описание
Языковский переулок соединяет Несвижский и Оболенский переулки, справа на него выходит Пуговишников переулок.

## Здания и сооружения
По нечётной стороне:
- № 5 — строительная организация «Чертоль»;

По чётной стороне: